# Taxi (1998)
Taxi is een Franse komische actiefilm uit 1998. De film werd geschreven door Luc Besson en geregisseerd door Gérard Pirès. De hoofdrollen worden gespeeld door Samy Naceri, Frédéric Diefenthal en Marion Cotillard.
De film kreeg 4 vervolgen: Taxi 2, Taxi 3, Taxi 4 en Taxi 5. In 2004 bracht de Amerikaanse filmstudio 20th Century Fox een remake (Taxi) uit met Queen Latifah in de hoofdrol.

## Verhaal
Pizzabezorger Daniel verandert van baan en wordt taxichauffeur in Marseille met een witte Peugeot 406. Hij wil coureur worden, wat goed aan zijn rijstijl te zien is. Wanneer hij wordt opgepakt voor veel te hard rijden, stelt politieman Émilien hem voor een keuze: of hij raakt voor altijd zijn rijbewijs kwijt, of hij helpt de politie met het opsporen van een bende bankovervallers die bekendstaat als de Mercedes-bende. Uiteraard kiest Daniel voor het tweede. Met zijn kennis van auto's vindt hij sporen die de politie zelf niet heeft gevonden.

## Rolbezetting
| Acteur              | Personage                | Nota                                          |
| ------------------- | ------------------------ | --------------------------------------------- |
| Samy Naceri         | Daniel Morales           | César-nominatie - Meest veelbelovende acteur  |
| Frédéric Diefenthal | Emilien Coutant-Kerbalec |                                               |
| Marion Cotillard    | Lilly Bertineau          | César-nominatie - Meest veelbelovende actrice |
| Bernard Farcy       | Commissaris Gibert       |                                               |
| Emma Sjöberg        | Petra                    |                                               |
| Manuela Gourary     | Camille Coutant-Kerbalec |                                               |
| Georges Neri        | Pizza Joe                |                                               |
| Dan Herzberg        | Paulo                    |                                               |
| Sébastien Thiery    | Rijinstructeur           |                                               |
| Sébastien Pons      | Akim                     |                                               |
| Edouard Montoute    | Alain                    |                                               |
| Malek Bechar        | Rachid                   |                                               |
| Grégory Knop        | Krüger                   |                                               |

## Prijzen
Taxi kreeg in 1998 zeven Césarnominaties (de belangrijkste Franse filmprijzen), waarvan er twee gewonnen werden: beste montage en beste geluid. De vijf nominaties waren voor beste film, beste regie (Gérard Pirès), beste filmmuziek (Akhenaton), meest veelbelovende acteur (Samy Naceri), meest veelbelovende actrice (Marion Cotillard).